# Pohnánec
Pohnánec (německy Pochnanetz) je obec v okrese Tábor v Jihočeském kraji. Žije v ní 58 obyvatel.

## Historie
První písemná zmínka o obci pochází z roku 1369.

## Obyvatelstvo
| Rok            | 1869 | 1880 | 1890 | 1900 | 1910 | 1921 | 1930 | 1950 | 1961 | 1970 | 1980 | 1991 | 2001 | 2011 | 2021 |
| -------------- | ---- | ---- | ---- | ---- | ---- | ---- | ---- | ---- | ---- | ---- | ---- | ---- | ---- | ---- | ---- |
| Počet obyvatel | 196  | 193  | 187  | 171  | 151  | 140  | 141  | 107  | 104  | 89   | 82   | 68   | 60   | 56   | 53   |
| Počet domů     | 22   | 18   | 21   | 21   | 21   | 23   | 27   | 27   | 25   | 23   | 23   | 24   | 28   | 28   | 28   |

## Obecní správa
Mezi lety 1850–1920 Pohnánec patřil jako osada obce k Pohnání v okrese Tábor. V letech 1921–1971 byl obcí. Od 26. listopadu 1971 do 31. prosince 1991 patřil znovu jako část obce k Pohnání, kdy se konaly obecní volby a od 1. ledna 1992 je opět samostatnou obcí. V letech 1921–1971 k obci patřily Dolní Hrachovice a Horní Hrachovice.